# Sprężyna napędowa
Sprężyna napędowa – sprężyna będąca akumulatorem energii w mechanizmach (najczęściej zegarowych).
Do napędu w zegarach najczęściej stosuje się sprężyny spiralne taśmowe  wykonane ze stali sprężynowej. Bardzo rzadko stosowane są sprężyny spiralne z drutu, jedynie w mechanizmach, w których potrzebna jest niewielka pojemność napędu nieprzekraczająca kilku minut.
Ten rodzaj napędu został wynaleziony około roku 1400.

## Rodzaje napędów
W zegarach stosuje się trzy rodzaje napędów sprężynowych:
1. W pierwszym zewnętrzny koniec sprężyny zamocowany jest do nieruchomej części korpusu, a wewnętrzny nawija się na wałku sprężyny, napędzając go. Sprężyna jest zwykle bez bębna. Ten rodzaj napędu stosowany jest tylko w najtańszych zegarach, najczęściej popularnych budzikach. Jego najpoważniejszą wadą jest zatrzymywanie się mechanizmu w czasie nakręcania sprężyny.
2. W drugim rodzaju napędu sprężyna umieszczona jest zwykle w bębnie, koniec wewnętrzny umocowany jest do nieruchomego wałka służącego do nakręcania sprężyny, mechanizm napędzany jest zewnętrznym końcem sprężyny umocowanej do wewnętrznej powierzchni bębna. Ten rodzaj stosowany jest w zegarach wyższej klasy.
3. W trzecim rodzaju napęd jest przekazywany dwoma końcami sprężyny. Jeden koniec może napędzać mechanizm chodu, a drugi mechanizm bicia.

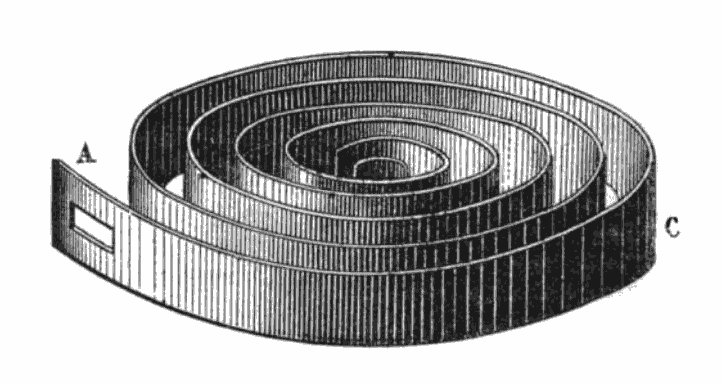
Sprężyna napędowa zegara
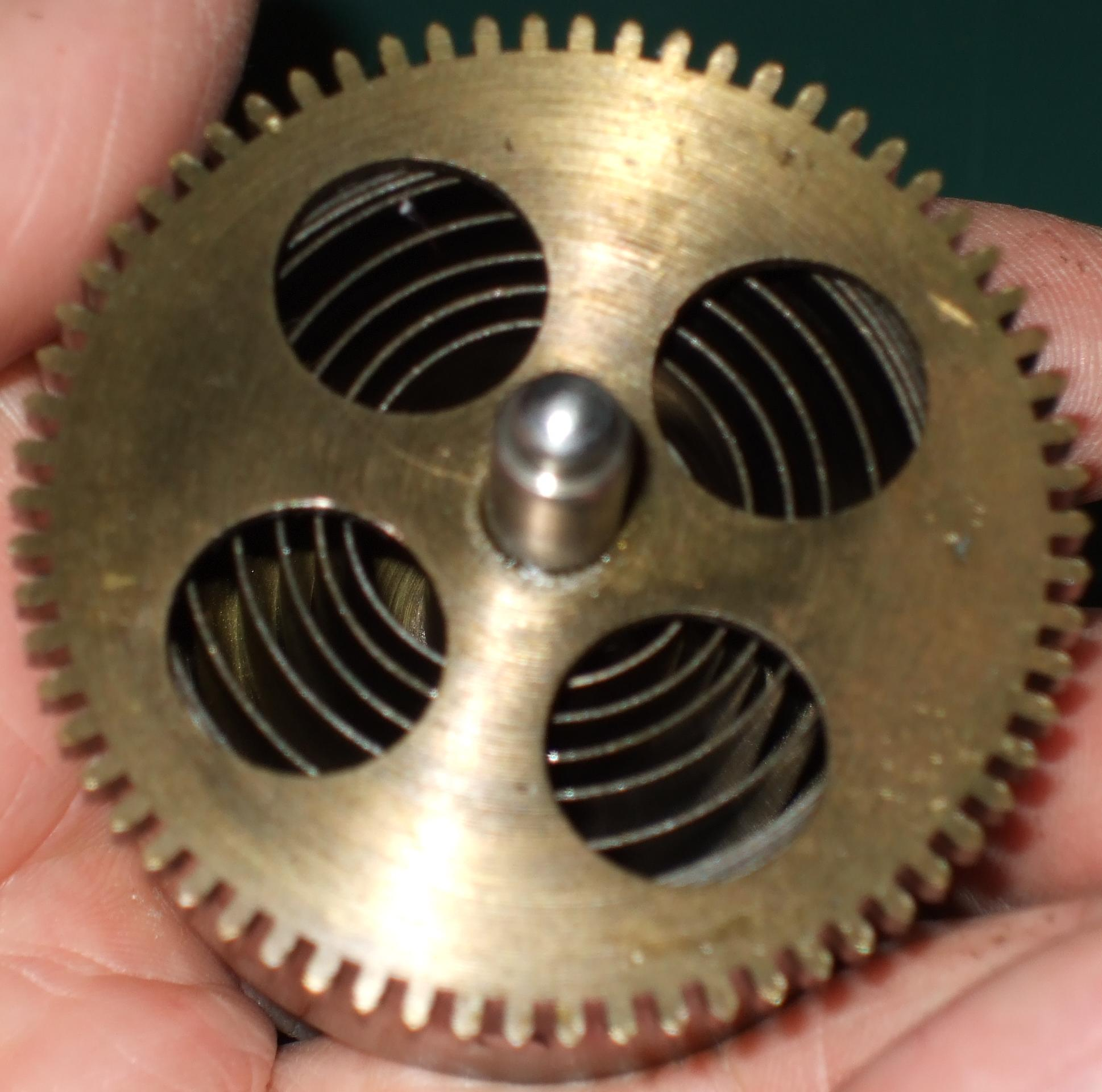
Sprężyna napędowa w bębnie
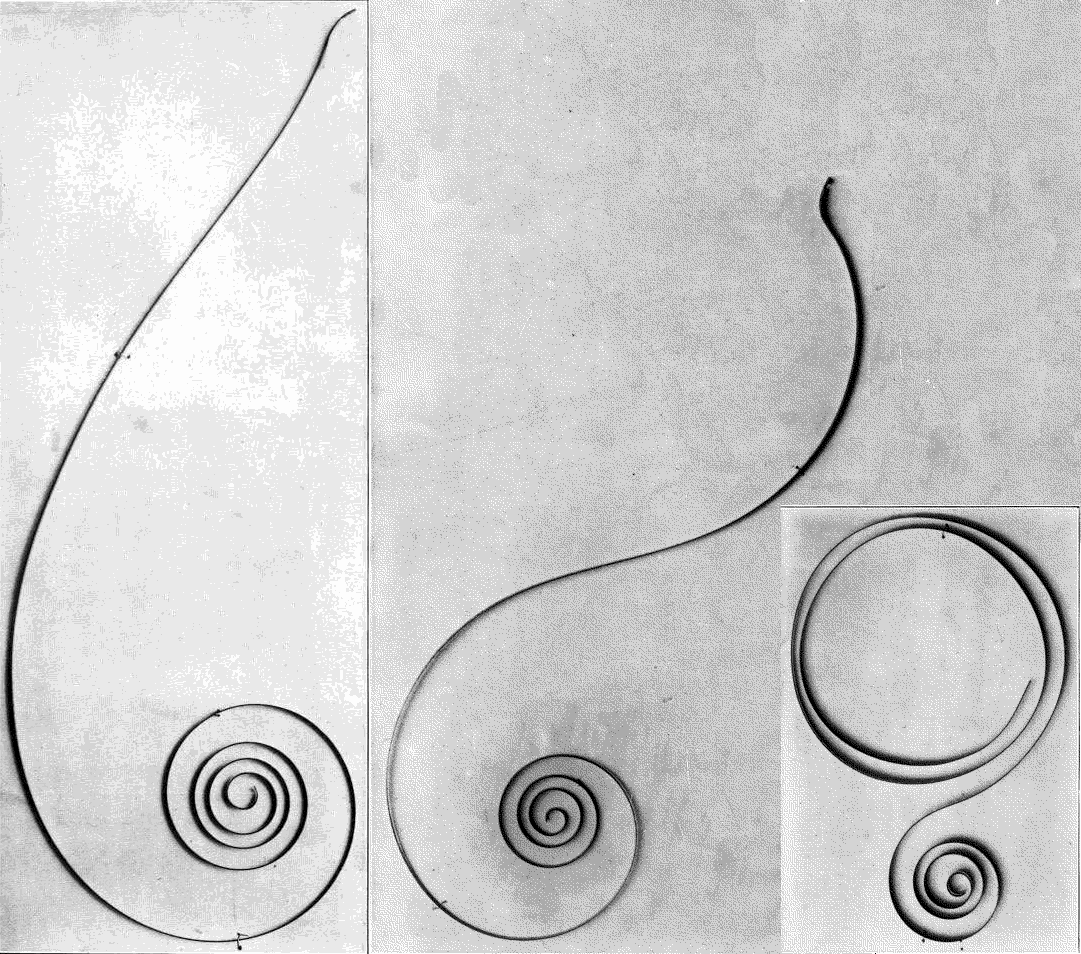
Sprężyny w kształcie litery S
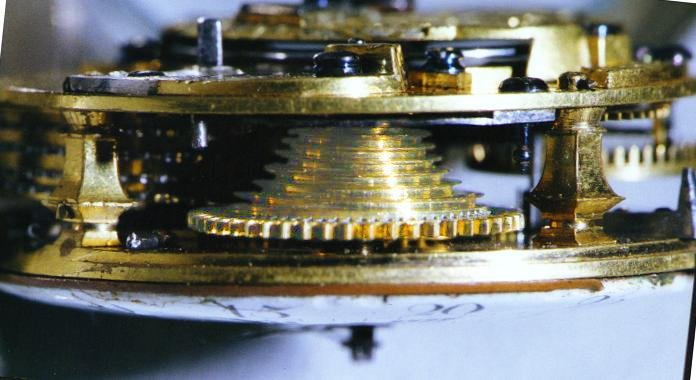
Bęben wyrównawczy
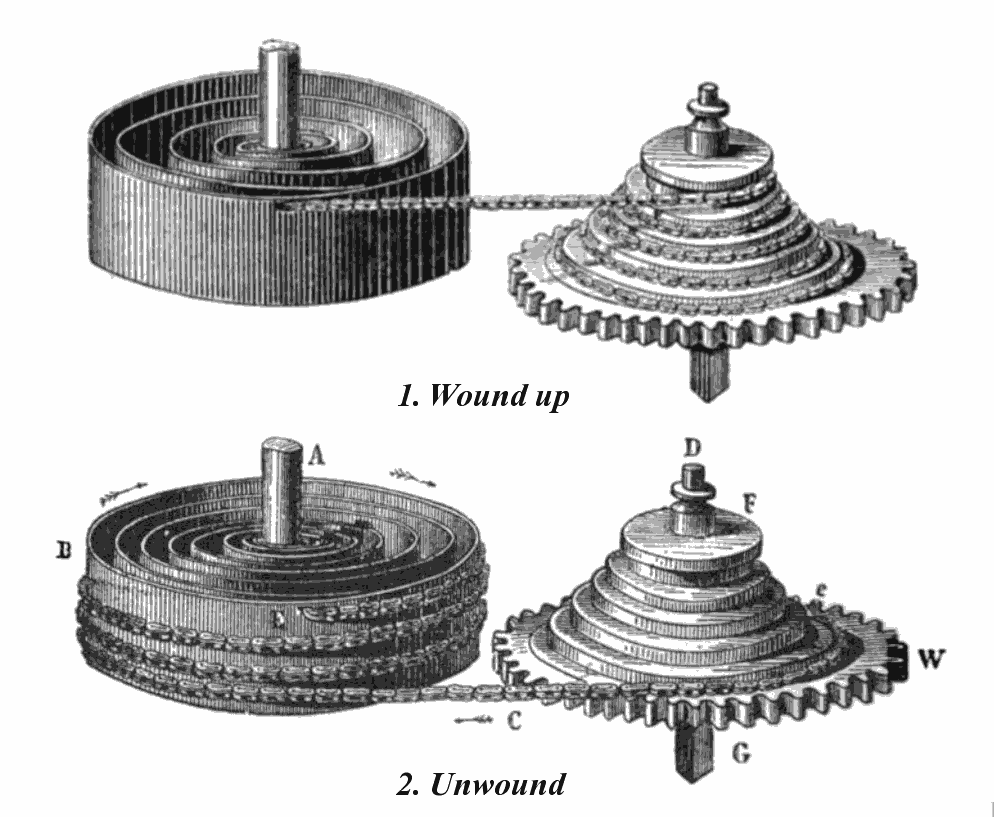
Zasada działania bębna wyrównawczego

## Wady i inne konstrukcje
Wadą napędu sprężynowego jest nierówny moment napędowy. W miarę rozwijania się nakręconej sprężyny moment ten maleje, co ma wpływ na dokładność chodu zegara. W prostych mechanizmach, najczęściej kieszonkowych, stosuje się zapadki, które pozwalają wykorzystać tylko środkową część zwojów sprężyny, w zakresie, gdzie moment jest prawie stały. W dużych mechanizmach stosuje się wynaleziony w 1525 roku bęben wyrównawczy. Tworzy on przekładnię cięgnową o zmiennym przełożeniu.
Oprócz sprężyn, które w stanie swobodnym mają kształt spirali, w zegarkach naręcznych stosuje się sprężyny, które w stanie swobodnym mają kształt litery S. Straty na tarcie takich sprężyn są małe, dlatego charakteryzują się one większą sprawnością i mniej zmiennym momentem napędowym.